# Каллиерги, Захария
Захария Каллиерги (греч. Ζαχαρίας Καλλιέργης) — греческий ренессансный гуманист.

## Биография
Захария Каллиерги родился в городе Ретимнон на Крите. По его собственному утверждению, он происходил из старинного византийского рода, будучи потомком Георгия Каллиергиса, прославившегося своим участием в войне Кьоджи на стороне Венеции. В возрасте примерно двадцати лет он отправился в Венецию, где совместно с Николаем Властосом и Анной Нотарой основал первую греческую типографию. 8 июля 1499 года ими был издан Etymologicum Magnum, византийская энциклопедия, составленная в XII веке.
В начале 1501 года он переселился в Падую, где занимался переписыванием греческих манускриптов, а в 1509 году вернулся в Венецию, где возобновил свою издательскую деятельность. Испытываемые Венецией в ходе войны Камбрейской лиги финансовые трудности и перспектива получения покровительства папы Римского заставила Захарию отправиться в Рим, где в то время ещё не было греческой типографии. При поддержке банкира Агостино Киджи это упущение было исправлено. 13 августа 1515 года в его типографии вышел сборник гимнов Пиндара. Затем последовали другие издания, выполненные на высоком уровне, последним из которых стал вышедший в мае 1523 года греко-латинский словарь Варино Фаворино. Затем Каллиерги вновь посвятил себя копированию манускриптов, последний известный из которых датирован октябрём 1524 года (MS. Vat. Ottoboni gr. 89). Среди собственных трудов Каллиерги есть труды по грамматике и катехизис в восьми частях под названием Erotemata.
Захария Каллиерги также основал Gymnasium Caballini Montis, учебное заведение, в котором преподавали выходцы с Крита Маркос Мусурос и Иоанн Ласкарис.